# Ohio Range
L'Ohio Range è una catena montuosa antartica che fa parte dei Monti Transantartici, in Antartide.

## Descrizione
Ha una lunghezza di 48 km e una larghezza di 16 km e si estende in direzione ovest-sudovest/est-nordest dall'Eldridge Peak fino al Mirsky Ledge. La catena forma l'estremità nordorientale dei Monti Horlick ed è costituita principalmente da grandi altopiani coperti di neve con ripide pareti settentrionali e creste montuose appiattite. La massima altitudine è raggiunta dalla vetta del Monte Schopf (2990 m).
La catena montuosa fu ispezionata nel 1958-59 dal gruppo di ricerca nei Monti Horlick che faceva parte dell'United States Antarctic Research Program (USARP); nel 1960-61 e nel 1961-62 fu investigato dai geologi dell'Istituto di Studi Polari dell'Ohio State University, in onore della quale ha ricevuto la denominazione.
La parte centrale della catena è occupata dalla Buckeye Table, un altopiano lungo 20 km e largo da 4 a 8 km.

## Principali elementi geografici
La catena include i seguenti elementi di interesse geografico:
- Bennett Nunataks 84°47′S 116°25′W
- Discovery Ridge 84°44′S 114°06′W
- Eldridge Peak 84°51′S 111°26′W
- Mount Glossopteris 2 865 metri (9 400 ft) 84°44′S 113°43′W
- Iversen Peak 84°37′S 111°26′W
- Mirsky Ledge 84°37′S 111°40′W
- Quartz Pebble Hill 84°44′S 113°59′W
- Monte Schopf 2 990 metri (9 810 ft) 84°48′S 113°25′W
- Urbanak Peak 84°38′S 111°55′W